# دهستان دامنکوه (اسفراین)
دهستان دامنکوه نام دهستانی در بخش مرکزی شهرستان اسفراین، استان خراسان شمالی در ایران است. براساس سرشماری مرکز آمار ایران در سال ۱۳۸۵، جمعیت آن ۷۸۸۷ نفر (۱۸۲۵ خانوار) بوده‌است.